# Stéphane Delajoux
Stéphane Delajoux, né le 12 décembre 1966 à La Celle-Saint-Cloud (Yvelines), est un neurochirurgien français. Il est parfois surnommé « médecin des stars » pour avoir eu comme patients plusieurs célébrités du cinéma et de la musique.
Il est également connu pour avoir été condamné à plusieurs reprises.

## Biographie
Stéphane Delajoux est né le 12 décembre 1966 à La Celle-Saint-Cloud.
Il fait ses études à la faculté de médecine Necker-Enfants Malades de Paris. En octobre 1995, il est nommé lauréat de la faculté de médecine, obtient son diplôme d’État de docteur en médecine avec mention et est nommé chef de clinique des universités et assistant des hôpitaux de Paris.
Il est diplômé pour des études spécialisées en neurochirurgie et qualifié par le conseil national de l'Ordre des médecins le 24 octobre 1997 dans cette discipline.
Stéphane Delajoux est membre titulaire de la Société française de neurochirurgie et membre de la World Federation of Neurosurgery Societies. Il est membre du collège national des enseignants en neurochirurgie.
Divorcé et père de deux enfants, il vit avec Julie Andrieu, présentatrice de télévision et critique gastronomique au Guide Lebey, qui est devenue officiellement son épouse à la fin de l'été 2010. Ils ont un fils né en octobre 2012 et une fille née en décembre 2015. Il est le cousin d'Alexandre Jardin.

## Patients célèbres
Le 29 juillet 2003, Stéphane Delajoux est dépêché à Vilnius (Lituanie) par le gouvernement français et par la famille Trintignant pour tenter de sauver Marie Trintignant, victime de violences conjugales de la part de Bertrand Cantat. Après son intervention, l’actrice est rapatriée en France et meurt finalement le 1er août 2003 à la clinique Hartmann où le neurochirurgien exerce à l'époque,.
En 2007, après une chute à ski nautique, Charlotte Gainsbourg est victime d’une hémorragie cérébrale et consulte Stéphane Delajoux qu'elle considère comme le meilleur neurochirurgien du pays et qui l'opère à l'aube du 6 septembre 2007. L'intervention, délicate, est un succès.
Il opère Johnny Hallyday d'une hernie discale lombaire en 2008, puis d'un canal lombaire étroit en 2009 à la clinique internationale du Parc Monceau à Paris.

## Affaires judiciaires et controverses

### Justice

#### Plaintes de Stéphane Delajoux
À la suite de l'opération de Marie Trintignant, les médias commencent à s'intéresser à la personnalité de Stéphane Delajoux, celui-ci étant d'autant plus exposé qu'il est à l'époque le compagnon d'Isabelle Adjani. Après l'opération de Charlotte Gainsbourg, plusieurs journaux mentionnent les détails d'affaires de fraudes, ainsi que plusieurs plaintes présentées par des patients pour des interventions inadaptées, des erreurs, et des condamnations par la justice,. Inversement, d'autres comme le journal Libération ou le magazine Closer relatent que Stéphane Delajoux est « une référence en neurochirurgie » et est considéré comme le meilleur neurochirurgien du pays, ce qui a conduit l'actrice Charlotte Gainsbourg à le consulter, indique le magazine.
Stéphane Delajoux porte plainte contre plusieurs journaux et fait notamment condamner le 8 septembre 2010 par le tribunal de grande instance de Paris à 12 000 euros de dommages et intérêts le journal Le Point, Franz-Olivier Giesbert et deux journalistes pour l'avoir diffamé et injurié publiquement : de fait, le magazine avait évoqué des condamnations pénales alors qu'il s'agissait de condamnations civiles.
Des neurochirurgiens de renom seront également condamnés pour avoir dénigré le Dr Delajoux dans la presse. Le journaliste santé et médecin Michel Cymes sera lui aussi condamné le 31 mai 2010 par le TGI de Paris à verser 5 000 euros de dommages et intérêts à Stéphane Delajoux pour l'avoir injurié dans la presse, mais le tribunal déboute le Dr Delajoux de son action en diffamation.
Dans le cadre de l'affaire Hallyday-Delajoux, en décembre 2009, Stéphane Delajoux dépose cinq plaintes pénales contre le producteur Jean-Claude Camus qui l'a mis en cause dans les problèmes postopératoires de Johnny Hallyday,. En février 2011, Jean-Claude Camus est mis en examen pour diffamation et injures envers Stéphane Delajoux, et est condamné le 2 novembre 2012 à lui verser 7 500 euros de dommages et intérêts.
Cette affaire provoque un différend entre Johnny Hallyday et Jean-Claude Camus. Johnny, n'ayant pas apprécié les critiques de Jean-Claude Camus à propos de Stéphane Delajoux, décide de cesser sa collaboration avec son producteur depuis plus de 35 ans. Plus tard, il s'explique « M. Camus est un menteur, il dit des choses qui sont fausses. Comme lorsqu'il avait fait dire que Læticia avait traité de boucher le docteur Delajoux, ce qui est complètement faux. Je ne sais pas où il a été chercher cette fantaisie.» Les deux hommes se réconcilient 5 ans plus tard.
Cette même année, un blogueur nancéien poursuivi pour diffamation par Stéphane Delajoux est condamné à des dommages et intérêts par la huitième chambre correctionnelle du tribunal de Paris.
L’avocat Olivier Metzner est condamné par la 17e chambre du tribunal de grande instance de Paris le 31 mai 2012 à un euro de dommages et intérêts : le tribunal considère que certains de ses propos tenus envers Stéphane Delajoux, à la suite de l'intervention pratiquée par le neurochirurgien sur Johnny Hallyday, étaient diffamatoires. Le tribunal a en revanche relaxé Olivier Metzner pour une partie de sa déclaration, considérant qu'elle ne portait nullement atteinte à Stéphane Delajoux. Me Metzner était alors le conseil de l'Ordre des médecins, et — comme s'il engageait le Conseil de l'ordre — avait déclaré : « Pour le conseil de l'Ordre il ne doit plus exercer. » Ces propos furent immédiatement démentis par le président du Conseil national de l'Ordre des médecins dans sa lettre du 15 décembre 2009 qui confirme que « Les propos de Maître Metzner ne relèvent que de sa propre initiative et ne peuvent en aucune manière avoir été tenus en qualité de porte-parole du conseil national de l’ordre des médecins. »[réf. nécessaire]

#### Fraudes et escroquerie
Stéphane Delajoux a été condamné à plusieurs reprises par la justice pour fraude fiscale et escroquerie,.
En 1997, Stéphane Delajoux est victime d’un accident de ski alors qu’il fait du hors-piste (il fait une chute de quatre mètres dans un ravin à Val-d'Isère). Les séquelles sont lourdes : éclatement de la cage thoracique et fracture de la colonne vertébrale qui lui font craindre la paraplégie. Il est secouru et héliporté vers les hôpitaux de Lyon où il est opéré de la colonne vertébrale pour décompression de la moelle épinière et arthrodèse (fixation par plaques et vis) de la colonne fracturée. Après son opération, le chirurgien apprend que l’assurance ne prendra pas en charge les frais de rapatriement car l’accident est survenu hors-piste. Il fait une fausse déclaration aux assurances en affirmant qu'il a été percuté sur les pistes par un ami — avec lequel il s'est arrangé. L’assurance s’en aperçoit et porte plainte. Toujours dans la même affaire, un an plus tard, il simule un accident de voiture avec un autre ami et se présente à l'expertise en fauteuil roulant pour simuler une tétraplégie. Pour ces faits, il est condamné en 2002 à trois ans de prison avec sursis et à une amende de 40 000 €,.
Par ailleurs, il est interdit d'exercice de sa fonction, par le Conseil de l'Ordre des médecins, pour trois ans dont trente mois avec sursis,,,.

#### Contentieux médical
Stéphane Delajoux a été condamné également à plusieurs reprises en responsabilité médicale.
Au printemps 2011, la première chambre civile du TGI de Paris a jugé Stéphane Delajoux pour un défaut d'indication après avoir opéré un patient et le condamne à verser, conjointement avec son assureur, 40 000 euros d'indemnité au patient.
En 2012 puis en 2013, il est successivement condamné à payer 37 000 euros, puis 45 000 euros de dommages et intérêts à deux de ses patients pour lesquels il s'était trompé de vertèbre lors d'interventions chirurgicales.

### Controverses

#### Affaire Docteur Plus
Stéphane Delajoux et Isabelle Adjani se rencontrent en 2004. Leur histoire dure cinq ans. La séparation du couple en novembre 2009 marque un coup d’arrêt à un projet commun d’un site Web de consultations médicales en ligne que l’actrice avait baptisé « Docteur Plus » et qui aurait dû être mis en ligne en janvier 2010. Les ex-amants se fâchent au sujet de l’argent injecté par la star dans le projet. Selon Stéphane Delajoux, il s’agissait d’un investissement. Selon Isabelle Adjani, il s’agissait d’un prêt. L'actrice, demande au chirurgien de lui rembourser les 150 000 euros qu'elle lui a consentis, alors qu'elle était sa compagne, pour créer ce site web qui ne vit jamais le jour.
En juin 2011, un ancien employé d’Isabelle Adjani est entendu par les policiers chargés de l’enquête sur l’agression dont a été victime en 2009 Stéphane Delajoux : il a été agressé par deux hommes cagoulés alors qu’il rentrait chez lui dans le XVIIe arrondissement. L’actrice est désignée dans une lettre anonyme comme la commanditaire de cette agression. L’avocat du chirurgien confirme à l’AFP avoir « reçu un courrier anonyme » et l’avoir « transmis, par acquit de conscience, au procureur. » L'enquête établira l'innocence de l'ancien chauffeur d'Isabelle Adjani.

## Hommages
- Une espèce d'insecte coléoptère de la famille des Histeridae : Chaetabraeus (Mazureus) delajouxi, décrite de la République démocratique du Congo et citée de la République d'Afrique du Sud et de l'Ouganda, lui a été dédiée par l'entomologiste français Yves Gomy en 2020[30].

## Publications
- Stéphane Delajoux, oks?id=Mv90tgAACAAJ Biométrie hippocampique en IRM 3D dans la chirurgie de l'épilepsie du lobe temporal, 1995
- (en) Jean Taylor, Patrick Pupin, Stéphane Delajoux et Sylvain Palmer, « Device for intervertebral assisted motion: technique and initial results », Neurosurgical focus, vol. 22, no 1,‎ janvier 2007 (ISSN 1092-0684, DOI 10.3171/foc.2007.22.1.6, résumé, lire en ligne)